# Hrádek nad Nisou
Hrádek nad Nisou (in tedesco Grottau, in polacco Gródek nad Nysą) è una città della Repubblica Ceca facente parte del distretto di Liberec, nella regione omonima.